# Савой (Массачусетс)
Савой (англ. Savoy) — місто (англ. town) в США, в окрузі Беркшир штату Массачусетс. Населення — 645 осіб (2020).

## Демографія
Згідно з переписом 2010 року, у місті мешкали 692 особи в 298 домогосподарствах у складі 194 родин. Було 357 помешкань
Расовий склад населення:
| - 93,8 % — білих - 1,9 % — чорних або афроамериканців - 0,6 % — корінних американців - 0,3 % — азіатів |

До двох чи більше рас належало 3,5 %. Частка іспаномовних становила 1,3 % від усіх жителів.
За віковим діапазоном населення розподілялося таким чином: 20,2 % — особи молодші 18 років, 66,4 % — особи у віці 18—64 років, 13,4 % — особи у віці 65 років та старші. Медіана віку мешканця становила 46,0 року. На 100 осіб жіночої статі у місті припадало 102,9 чоловіків;  на 100 жінок у віці від 18 років та старших — 106,7 чоловіків також старших 18 років.
Середній дохід на одне домашнє господарство  становив 68 216 доларів США (медіана — 55 375), а середній дохід на одну сім'ю — 75 977 доларів (медіана — 63 750). Медіана доходів становила 49 500 доларів для чоловіків та 39 479 доларів для жінок. За межею бідності перебувало 8,4 % осіб, у тому числі 17,3 % дітей у віці до 18 років та 7,2 % осіб у віці 65 років та старших.
Цивільне працевлаштоване населення становило 403 особи. Основні галузі зайнятості: освіта, охорона здоров'я та соціальна допомога — 24,6 %, роздрібна торгівля — 12,2 %, виробництво — 11,9 %.